# رود اوسن
رود اوسن (انگلیسی: Osen) یک رودخانه در استان تور کشور روسیه است.